# Domenico Quartaironi
Domenico Quartaironi, in alcuni testi anche accreditato come Domenico Quarteroni o Quartarone (Messina, 1651 – Roma, 26 aprile 1736), è stato un matematico italiano. È stato autore di studi di matematica, ingegneria, meccanica e idrostatica.

## Biografia
Nato nel 1651 a Messina, studiò presso il locale collegio gesuitico, conseguendovi il dottorato in filosofia e teologia nel 1669. Nel 1668, ancora alunno, aveva pubblicato l'opera Argus Philosophicus, «dove con breve metodo si insegna la logica, e la fisica».
Lì iniziò a insegnare matematica, ma alla rivolta antispagnola di Messina del 1678 seguì una repressione che portò anche alla chiusura del collegio. Quarteroni si trasferì a Roma dove ottenne il ruolo di lettore all'Università la Sapienza, ancora parte del Collegio Romano gesuitico, e presso il Collegio Clementino dei somaschi.
Successivamente ottenne la cattedra soprannumeraria di matematica della Sapienza, svolgendo un insegnamento culturalmente assai vivace, che coniugava matematica e geometria euclidea, astronomia, ottica, statica e meccanica, idrostatica e pneumatica, proprietà dell'atmosfera, influssi del Sole e della Luna sul corpo umano, spiegazione del calendario gregoriano, elementi di geografia, cosmografia e geometria, ancora meccanica dei solidi e dei fluidi. Incontrò a Roma anche Leibniz, che ne apprezzò la vivacità intellettuale e lo nominò nella sua opera Phoranomus. Viene ricordato da Giangiuseppe Origlia per avere insegnato matematica ed ingegneria idraulica al principe Raimondo di Sangro, celebre ermetista napoletano.
Prese parte attiva alle articolate e accese discussioni che si svolsero circa la riforma del calendario gregoriano.
Di lui ci restano nelle biblioteche italiane un trattato Responsiones ad nonnullas assertiones pro reformatione kalendarii gregoriani del 1703, presso la Biblioteca Casanatense di Roma) e uno studio sulle Ragioni per escludere il progetto di unire il Reno al Po del 1717, presso la Biblioteca Alessandrina di Roma; all'estero invece un Trattato della fortificazione del 1728, presso la Houghton Library dell'Università di Harvard.
Fu membro dell'Accademia dell'Arcadia con il nome di Cratilo Erculeo.

## Opere

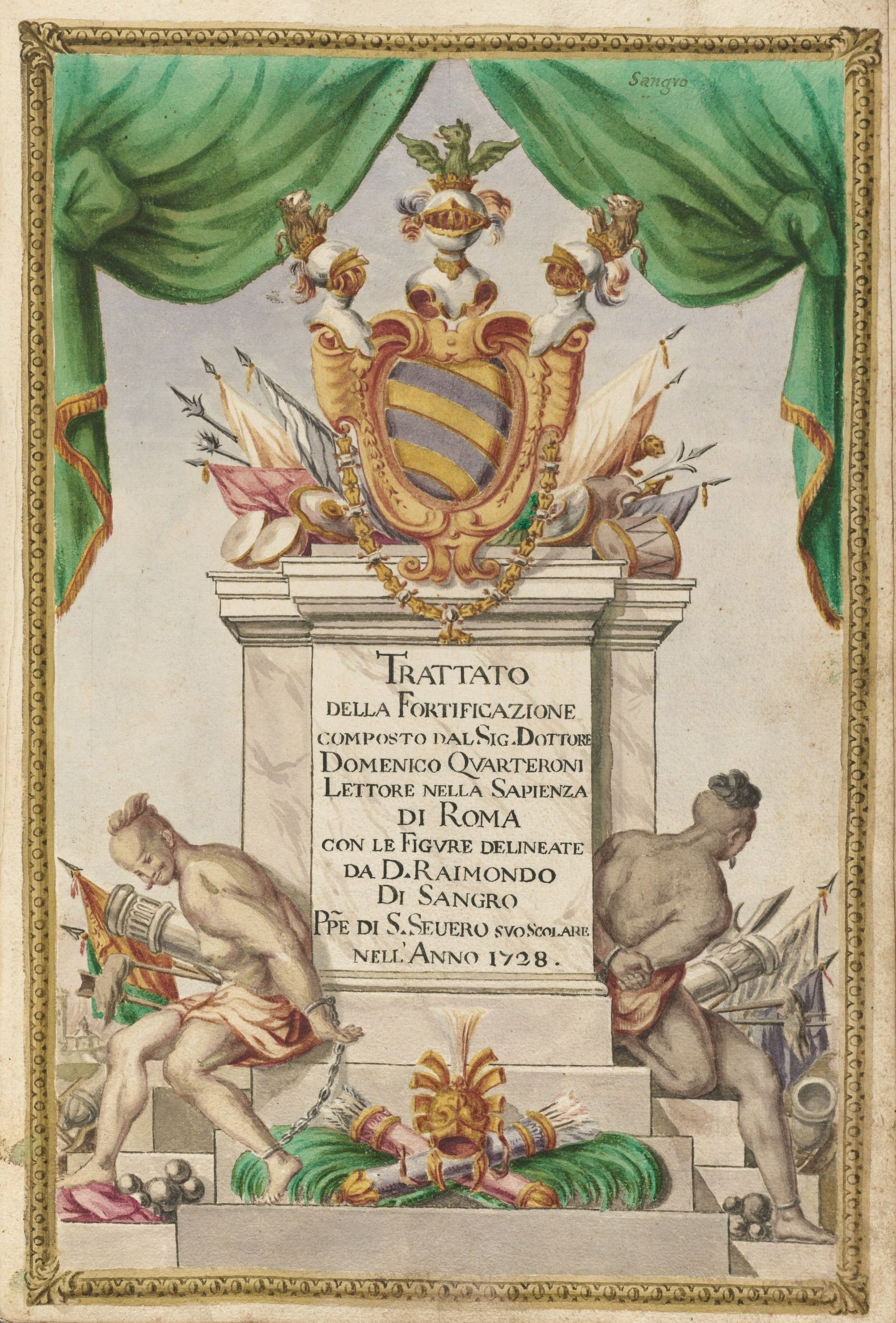
Università di Harvard, Houghton Library, MS Typ 255: Trattato della fortificazione, 1728.

### A stampa
- (LA) Argus philosophicus siue Centuria philosophicarum positionum in libros Physicorum, & De coelo propugnata a Dominico Quartarone Aca. Parthen. alumno in aula Collegij Messanensis Societatis Iesu, Messanae, Ex typog. Iosephi Bisagni, 1668. URL consultato il 15 aprile 2020.

### Manoscritti
- (LA) , Responsiones ad nonnullas assertiones pro reformatione kalendarii gregoriani, Roma, 1703.
- Ragioni per escludere il progetto di unire il Reno al Po, Roma, 1717.
- Trattato della fortificazione, Roma, 1728.